# Cupidon (Star Trek: Generația următoare)
„Cupidon” (titlu original: „Qpid”) este al 20-lea episod din al patrulea sezon al serialului TV american științifico-fantastic Star Trek: Generația următoare și al 94-lea episod în total. A avut premiera la 22 aprilie 1991.
Episodul a fost regizat de Cliff Bole după un scenariu de Ira Steven Behr bazat pe o poveste de Randee Russell și Ira Steven Behr.

## Prezentare
Q se întoarce pentru a testa sentimentele lui Jean-Luc Picard pentru o fostă iubită.

## Actori ocazionali
- Jennifer Hetrick - Vash
- Clive Revill - Sir Guy of Gisbourne
- John de Lancie - Q
- Joi Staton - Servant